# Tonga zászlaja
Tonga zászlaja Tonga egyik nemzeti jelképe.

## Története
Az eredeti zászló fehér színű volt, közepén vörös kereszttel. 1864-től azonban a Nemzetközi Vöröskereszt is hasonló zászlót kezdett használni, így a szigetország a zászlaját 1875 óta megváltoztatott formában használja.

## Leírása
A zászló alapszíne vörös, bal felső négyszögében megtartva a korábbi zászlót. A zászló oldalainak aránya 1:2.